# Allioli

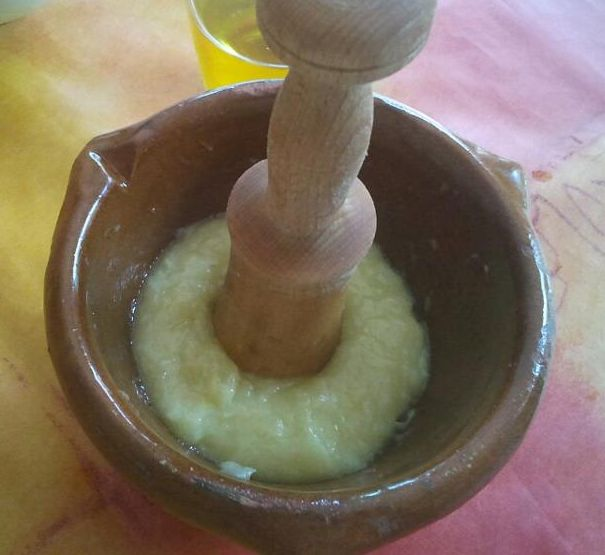
Allioli fet a casa

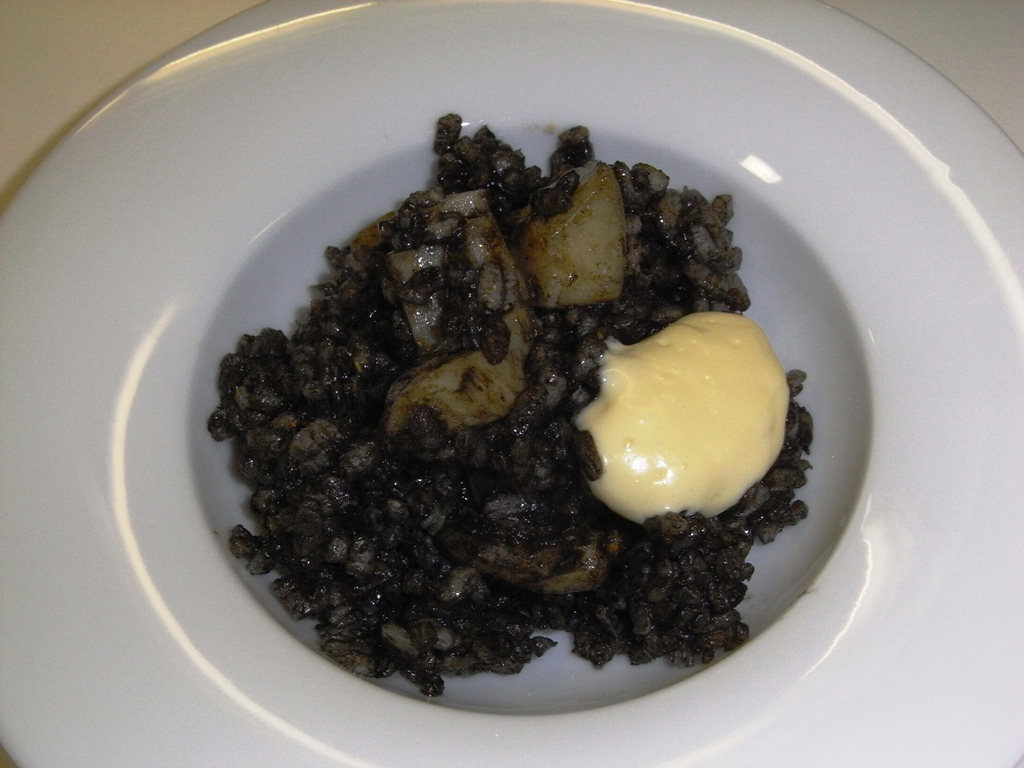
Arròs negre amb allioli

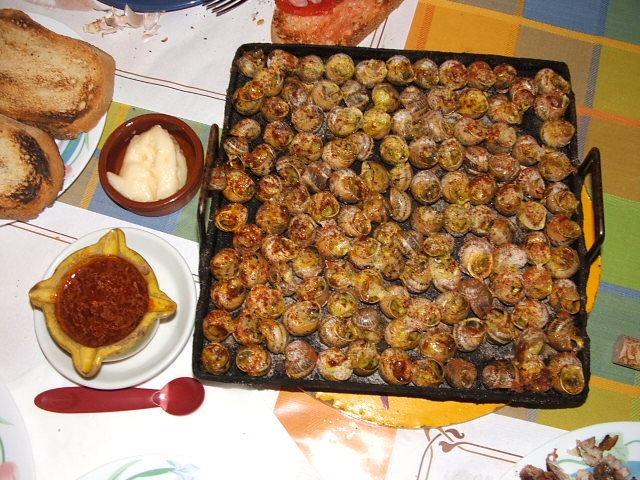
Cargols amb allioli

L'allioli és una salsa espessa i de color groguenc (o verdenc, depèn de l'oli d'oliva utilitzat) que es fa picant i emulsionant alls amb oli d'oliva, una miqueta de sal i eventualment suc de llimona en un morter. És una salsa típica del mediterrani occidental, on es troba a Catalunya, País Valencià i les Illes, a Itàlia (especialment Sicília i el nord), Occitània (especialment Provença, la costa del Llenguadoc i les Vallades Occitanes d'Itàlia) - Alhòli, Aiòli o Aïol. A Andalusia també es diu Ajoaceite; a Aragó, Ajolio i Aioli. Avui en dia, però, és una salsa internacionalment coneguda i, per tant, es pot trobar en molts llocs on en el passat no era habitual.

## Origen
El seu origen no és clar, però els romans i egipcis preparaven salses similars. L'origen mediterrani és força probable, atès que aquesta salsa és habitual i tradicional en gran part del Mediterrani occidental i que a l'oriental també hi ha hagut des de sempre salses amb oli d'oliva i all. Se n'acostuma de menjar amb carns a la brasa o patates al caliu o bullides. A Catalunya és típic prendre'n amb mongetes amb botifarra, conill a la brasa, peixos, patates al caliu, pa torrat (en especial a les costellades), etc. També és habitual, igual que al País Valencià, menjar-ne amb arrosos o paelles, especialment els de base de peix, com ara la fideuà o l'arròs a banda. En canvi, a Mallorca és comú que acompanyi els caragols cuinats.

## Variants
Algunes variants tenen com a únic objectiu lligar més fàcil i ràpidament la salsa i de pas abaratir-la. Són solucions polèmiques, que tenen detractors a Catalunya i els territoris mediterranis, però que guanyen seguidors a mesura que ens allunyem dels territoris on és tradicional.
Com que la recepta tradicional amb només alls, sal i oli és difícil de lligar si no s'hi té traça, certes variants hi afegeixen, al principi, un rovell d'ou o un ou sencer. Hi ha qui d'això en diu simplement allioli i que en diu allioli d'ou o fins i tot maionesa amb all.
Algunes receptes tradicionals són l'allioli lligat amb ou o el que porta patata bullida o patata al caliu com l'ajoaceite aragonès. La patata, el rovell i de vegades espècies s'usen sobretot a Occitània, quan les espècies són pebre vermell llavors segurament ja és una rolha. El rovell d'ou també es posa al País Valencià, mentre que a Catalunya (poc) i a Balears (molt sovint) es prefereix, en tot cas, l'ou sencer.
Quan l'allioli ha d'acompanyar carns a la brasa, al País Valencià s'hi sol afegir unes gotes de llimona.

### Allioli triat o negat
L'allioli es tria, es  nega, es destria o s'escaia quan no lliga bé l'emulsió o es descompon durant el procés d'elaboració. En aquest cas, se sol utilitzar afegint-lo en plats, a mitja cocció, sobretot a base de peix; també es pot recuperar tornant a iniciar el procés, fent servir la salsa desfeta en substitució de l'oli.

### Alliolis amb fruites
També existeixen receptes de plats salats d'allioli fet amb poma, codony, gínjol o afegint una pera.